# Luftvärnets kadett- och aspirantskola
Luftvärnets kadett- och aspirantskola (LvKAS) var en officershögskola för luftvärnet inom svenska armén som verkade i olika former åren 1937–1981. Förbandsledningen var förlagd i Göteborgs garnison, Göteborg

## Historia
Luftvärnets kadett- och aspirantskola bildades 1937 som Luftvärnets officersaspirantskola och var då förlagd till Karlsborgs garnison. År 1939 omlokaliserades skolan till Linköpings garnison, där den samlokaliserades med Östgöta luftvärnsregemente. År 1943 kom skolan tillbaka till Karlsborg, men återvände redan 1944 till Linköping. År 1945 omorganiserades skolan till Luftvärnets kadettskola. Genom försvarsbeslutet 1958 beslutades att Östgöta luftvärnsregemente skulle avvecklas, samtidigt beslutades även att Luftvärnets kadettskola ,skulle omlokaliseras till Göteborg för att där samlokaliseras med Göteborgs luftvärnskår och Arméns radar- och luftvärnsmekanikerskola vid Kvibergs kaserner. Den 1 januari 1962 omorganiserades skolan till Luftvärnets kadett- och aspirantskola och den 1 september 1962 förlades skolan till Göteborg. Genom reformen "Ny befälsordning" omorganiserades samtliga kadett- och aspirantskolor inom försvaret, där dom antog en organisation som officerhögskola. Gällande Luftvärnets kadett- och aspirantskola kom den dock att sammanslås med Arméns radar- och luftvärnsmekanikerskola till Luftvärnets officershögskola och tekniska skola (LvOHS/TS). Luftvärnets officershögskola och tekniska skola bildades den 1 juni 1981 med en provisorisk organisation, dock kom den att bestå i nästan 15 år.

## Verksamhet
När skolan bildades 1937 som Luftvärnets officersaspirantskola kom den att ansvara för utbildningen av den grundläggande utbildning av luftvärnets reserv- och yrkesofficerare. När den sedan skolan omorganiserades 1945 till Luftvärnets kadettskola, utbildade skolan värnpliktiga- och, reservofficerare samt första året för blivande yrkesofficerare vid luftvärnet. Från 1962 kom skolan att svara för yrkesofficerarnas grundläggande utbildningen från fjärde månaden av värnpliktsutbildningen. 

## Förläggningar och övningsplatser
När skolan bildades 1937 samlokaliserades den med Karlsborgs luftvärnsregemente (A 9) i Karlsborgs garnison. Den 20 oktober 1929 omlokaliserades skolan till Linköpings garnison, där förlades till kasern 6, bredvid Östgöta luftvärnsregemente (A 10). Mellan den 27 september 1943 och den 2 oktober 1944 var skolan en kort period förlagd till Karlsborg. Från den 3 oktober 1944 var skolan återigen förlagd till Linköping. Efter att Östgöta luftvärnsregemente skulle avvecklas, kom skolan att omlokaliseras den 1 september 1962 till Göteborgs garnison. I Göteborg förlades skolan till en av de nybyggda kasernerna, kasern 64, samt fick den gamla förrådsbyggnaden med skrädderiverkstad som skolhus.

## Förbandschefer
Förbandschefen titulerades skolchef och hade tjänstegraden kapten, major eller överstelöjtnant.

- 1937–1938: Kapten Niels Juel
- 1938–1939: Kapten Viktor Gerhard Wilmertz
- 1939–1940: Kapten Sven Tilly
- 1940–1941: Kapten Arne Carlstedt
- 1941–1942: Kapten Ewald Fock
- 1942–1943: Major Niels Kahlén [c]
- 1943–1945: Kapten Ture Mark [d]
- 1945–1947: Major Arne Carlstedt [e]
- 1947–1949: Kapten Per Frumerie [f]
- 1949–1951: Kapten Torsten Folin [g]
- 1951–1957: Major Lars Bratt [h]
- 1957–1962: Major Bengt Linnell [i]
- 1962–1963: Major Stig Lindskog [j]
- 1963–1971: Major Gösta Eggertsen [k]
- 1971–1973: Överstelöjtnant Sven Platerud [l]
- 1973–1981: Överstelöjtnant mst Eric Högardh [m]

## Namn, beteckning och förläggningsort
| Luftvärnets officersaspirantskola     | 1937-10-11 | – | 1945-09-27 |
| Luftvärnets kadettskola               | 1945-09-28 | – | 1961-12-31 |
| Luftvärnets kadett- och aspirantskola | 1962-01-01 | – | 1981-06-30 |

| LvOAS | 1937-10-11 | – | 1945-09-27 |
| LvKS  | 1945-09-28 | – | 1961-12-31 |
| LvKAS | 1962-01-01 | – | 1981-06-30 |

| Karlsborgs garnison (F) | 1937-10-11 | – | 1939-10-19 |
| Linköpings garnison (F) | 1939-10-20 | – | 1943-09-26 |
| Karlsborgs garnison (F) | 1943-09-27 | – | 1944-10-02 |
| Linköpings garnison (F) | 1944-10-03 | – | 1962-03-31 |
| Göteborgs garnison (F)  | 1962-04-01 | – | 1981-06-30 |

## Galleri

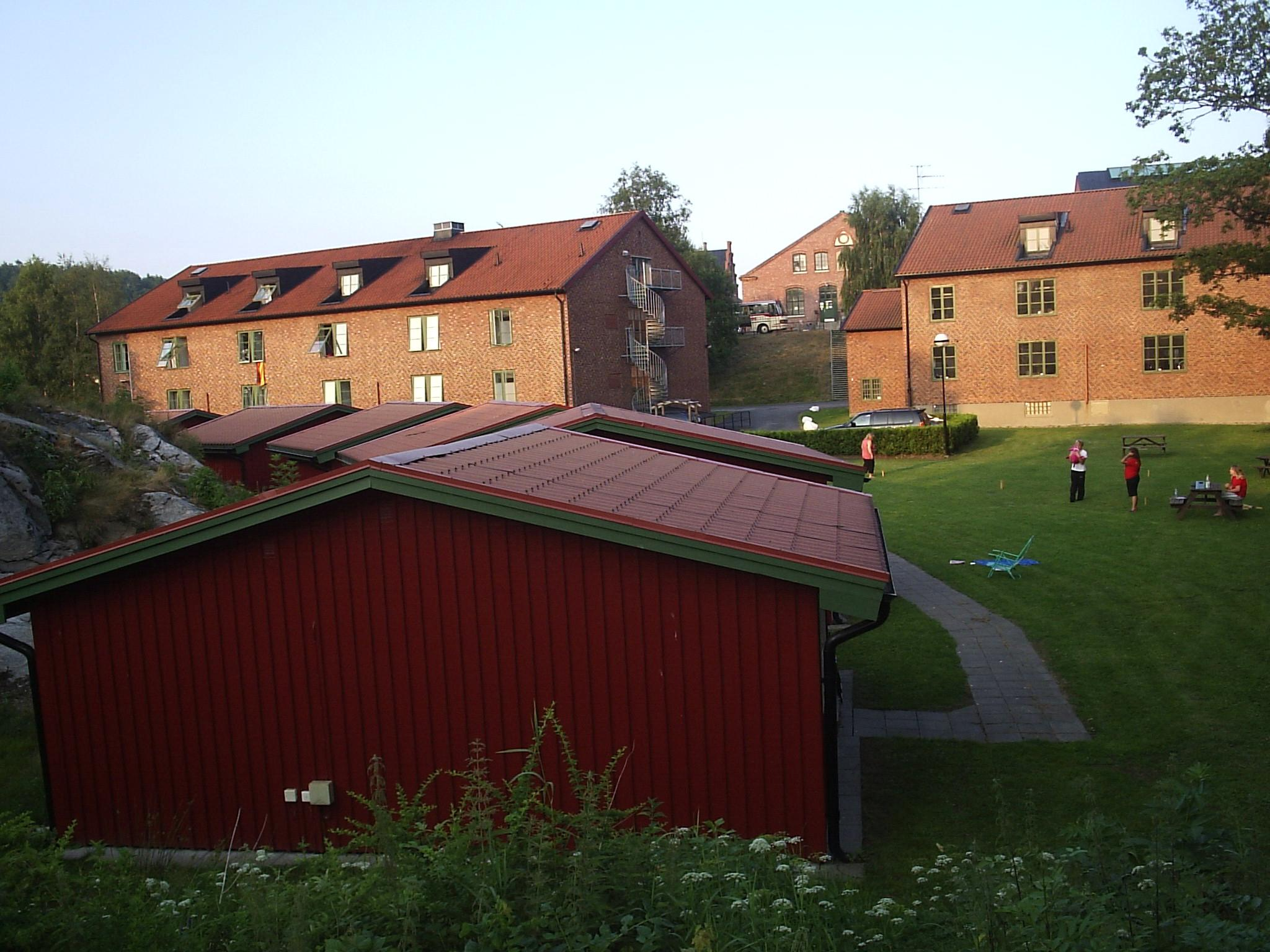
Den högra kasernen tillhörde Luftvärnets kadett- och aspirantskola, medan den vänstra kasernen tillhörde Arméns radar- och luftvärnsmekanikerskola.
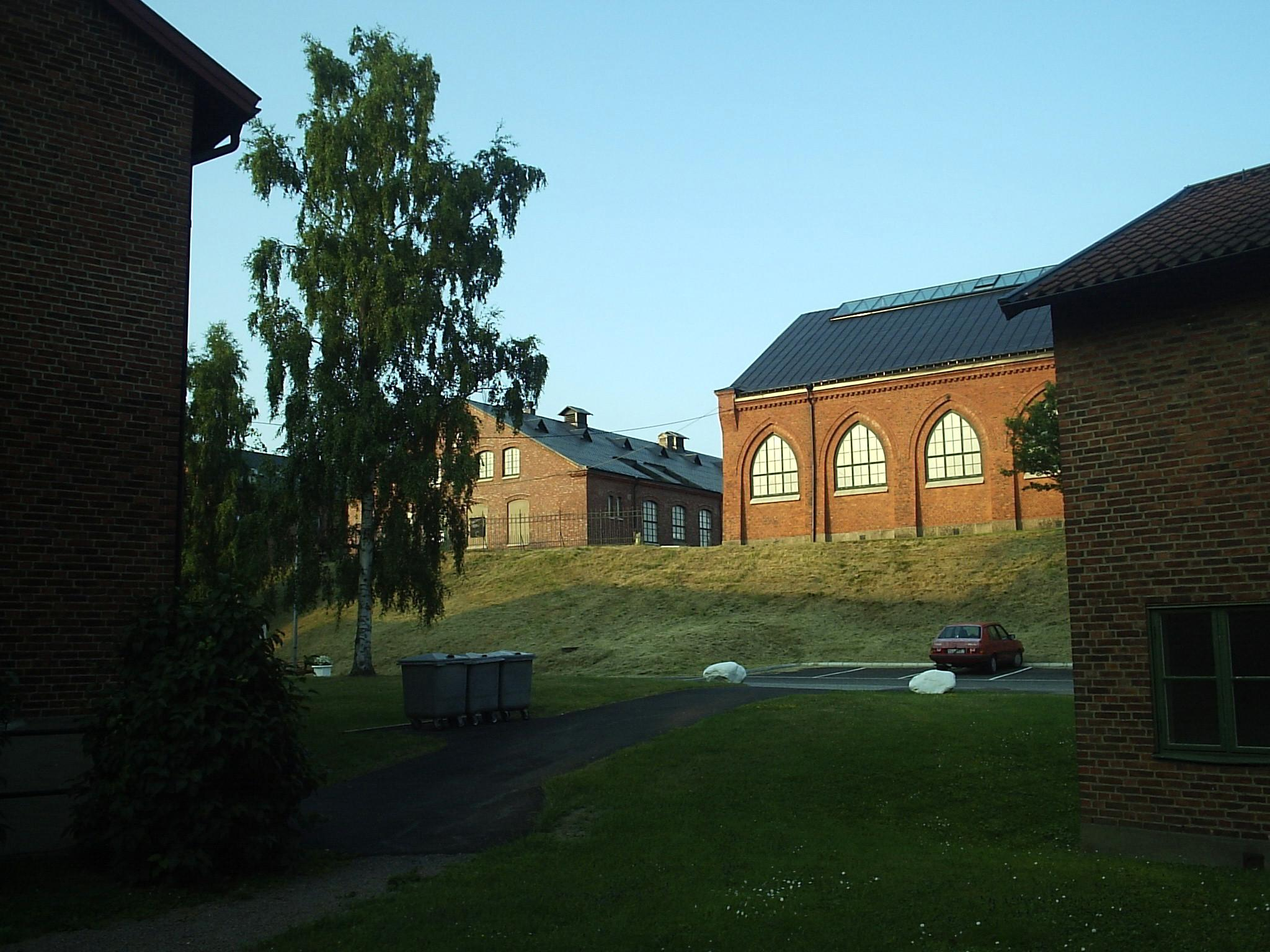
Bortre vänstra byggnaden utgjorde skol- och expeditionsbyggnad för skolan.
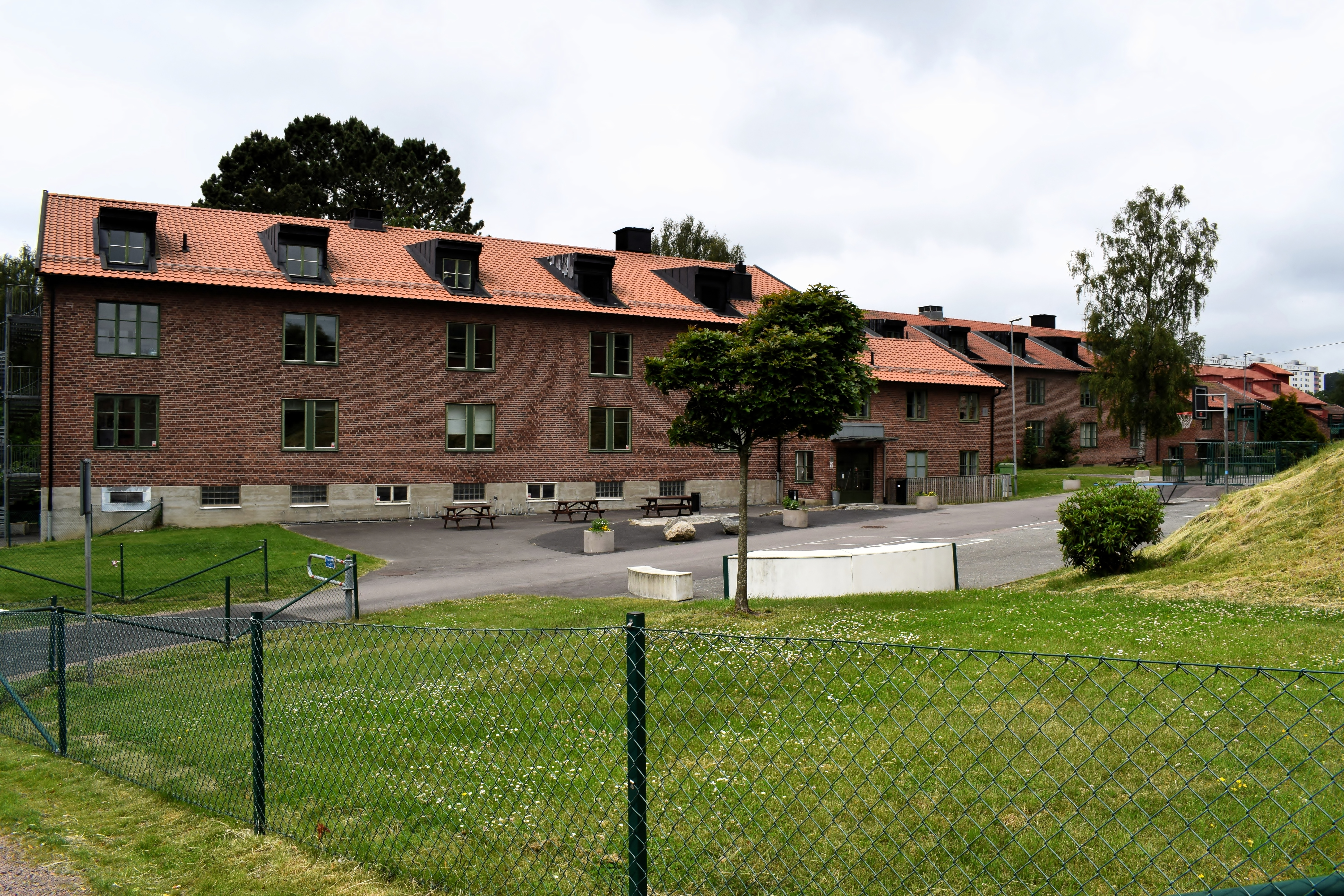
Skolans förläggningskaserner i Kviberg, Göteborg.
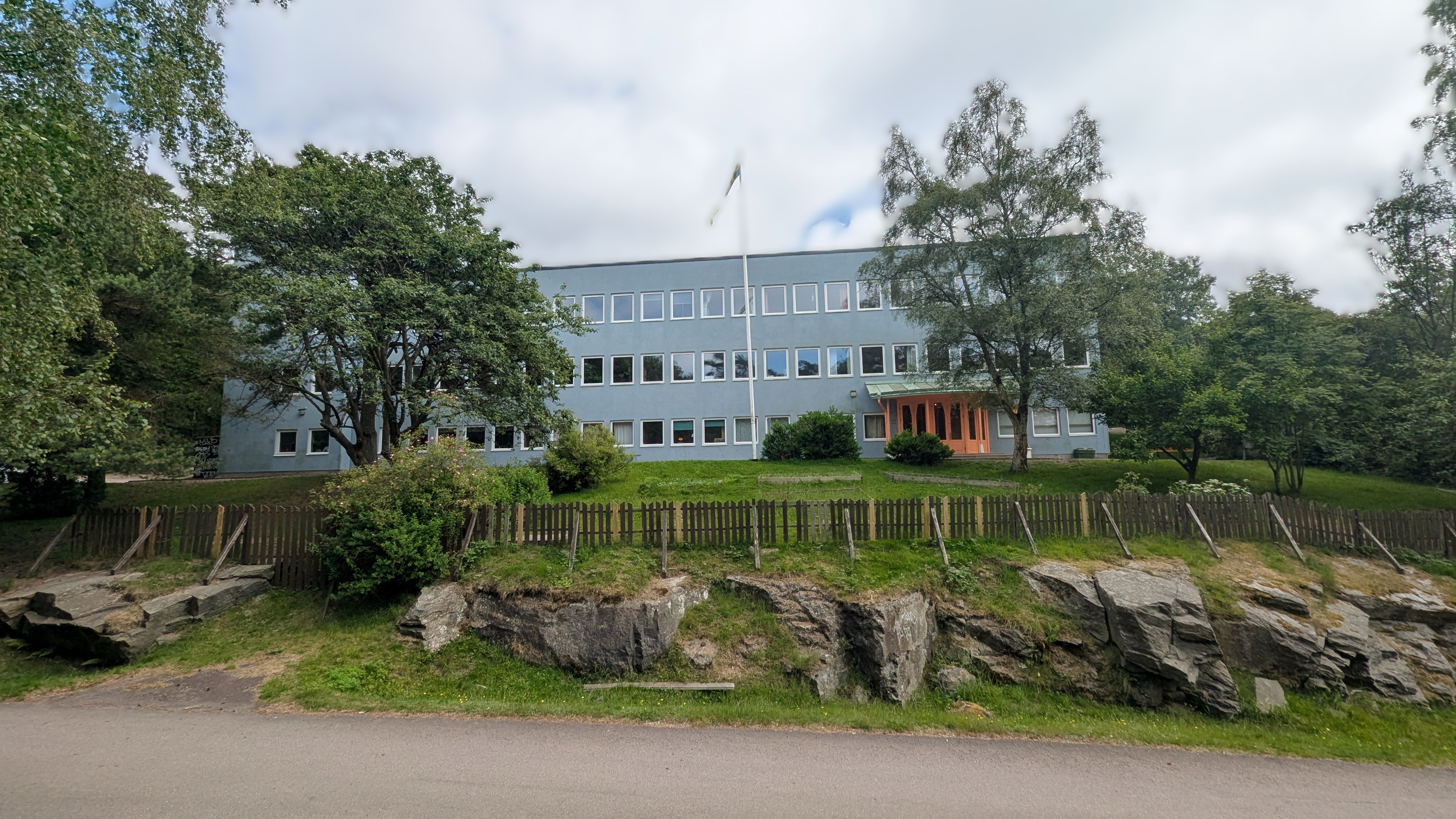
Skolans utbildningslokaler i Kviberg, Göteborg.
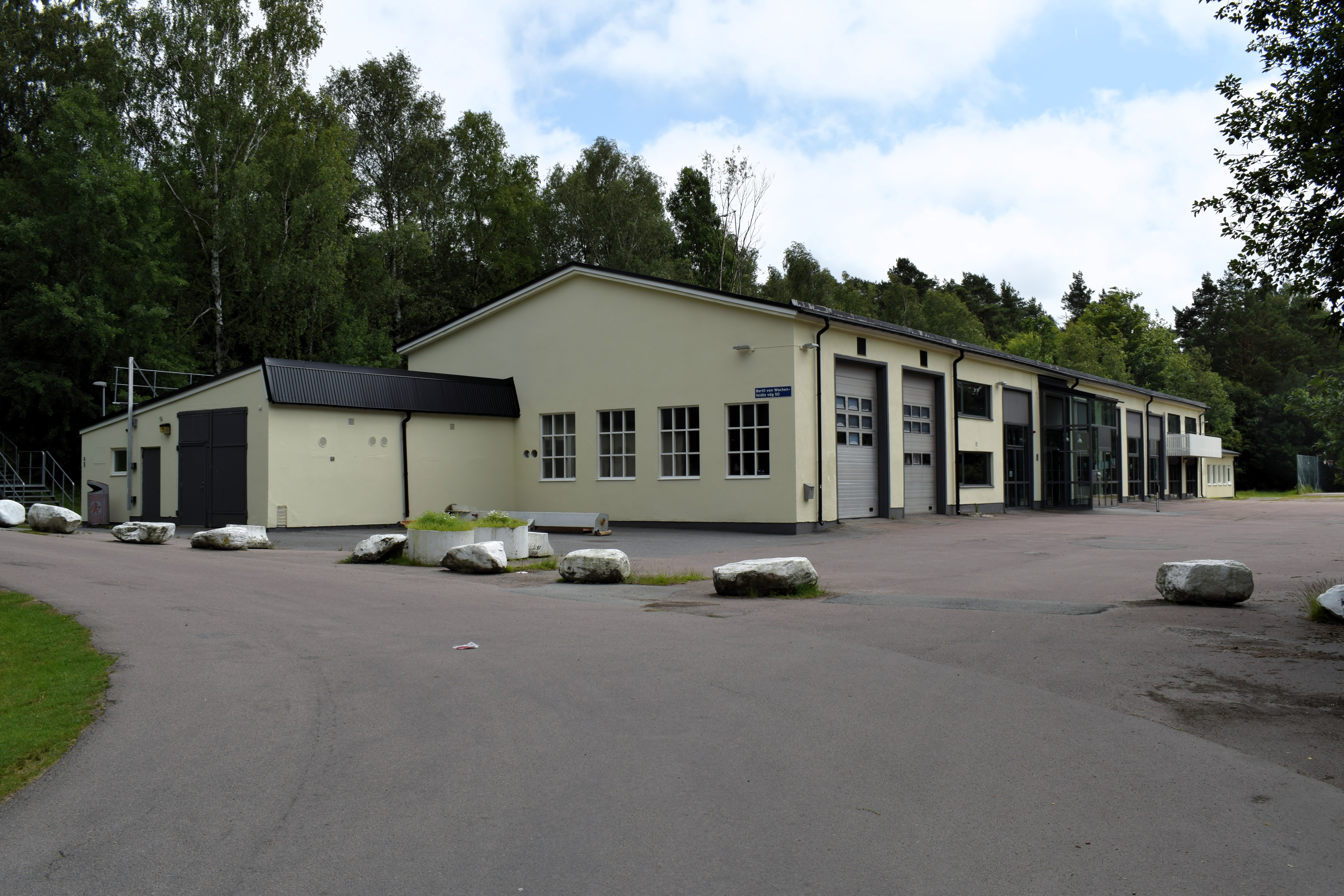
Radarhallen i Kviberg, Göteborg.
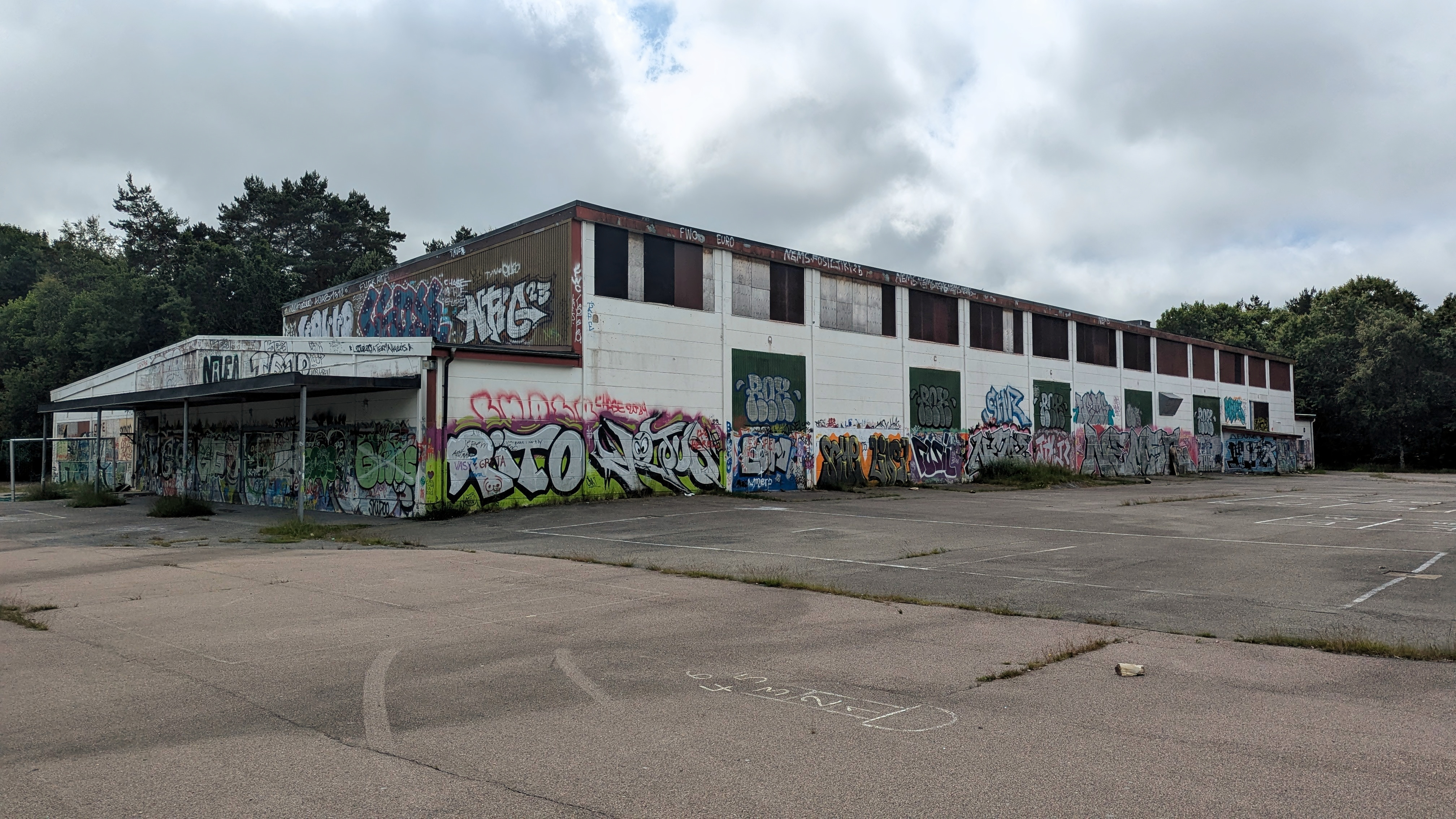
Blåsåshallen, med simulatorutbildning för eldrörs- och robotluftvärn, i Kviberg, Göteborg,